# Sahathor
Sahathor est un roi de la XIIIe dynastie. 

## Famille
Sahathor semble être issu d'une famille thèbaine non royale ayant une formation militaire. Son grand-père, Nehy, portait le titre d'« officier d'un régiment de ville ». Nehy était marié à une femme appelée Senebtysy. On ne sait rien d'elle, si ce n'est qu'elle portait le titre commun de « maîtresse de maison ». Leur seul fils connu s'appelait Haânkhef.
Haânkhef apparaît toujours dans les sources comme « le père de Dieu » et « le sceau royal » et sa femme Kemi comme « la mère du roi », ce qui indique qu'aucun des deux n'était de naissance royale. La filiation de Haânkhef et de Khâsekhemrê Neferhotep Ier, frère de Sahathor, est directement confirmée par un certain nombre de scarabées d'El-Lahoun, où le premier serait le père du second. Haânkhef est également explicitement mentionné comme le père de Khâsekhemrê Neferhotep dans le Canon royal de Turin. C'est un fait extrêmement rare car ce papyrus ne nomme normalement que les rois, alors que les personnes non royales sont exclues de la liste.
Son prédécesseur Khâsekhemrê Neferhotep Ier et son successeur Khâneferrê Sobekhotep sont ses frères. Il aurait un fils nommé Sobekhotep.

## Attestations
Selon la dernière lecture du canon de Turin par Ryholt, Sahathor y est inscrit sur la colonne 7, ligne 26. Sur deux statues du sanctuaire d'Hekaib à Éléphantine, Sahathor est attesté comme « fils du roi », ce qui est ici un titre honorifique faisant référence à son frère Khâsekhemrê Neferhotep Ier, ce dernier étant roi. Deux inscriptions rupestres de Philæ et de l'île de Sehel mentionnent en outre Sahathor comme frère de Khâsekhemrê Neferhotep. D'après Ryholt et Stephen Quirke, Sahathor est également attesté comme roi sur un sceau-cylindre en stéatite, aujourd'hui au Musée Petrie (UC11571), et sur une perle de provenance inconnue, aujourd'hui au Brooklyn Museum,,. Quelques autres sceaux mentionnant un « fils de roi, Sahathor » sont connus, mais Ryholt conclut qu'ils peuvent correspondre à un autre Sihathor. Enfin, Vivian Davies signale l'existence d'une statue de Sahathor réalisée après sa mort et où il ne reçoit que le titre de « fils de roi ».

## Sépulture
L'égyptologue et archéologue Josef W. Wegner de l'université de Pennsylvanie a dirigé les fouilles du tombeau et du complexe funéraire de Sésostris III à Abydos ainsi que de la nécropole environnante. Cette nécropole comprend des tombes royales datant de la Deuxième Période intermédiaire ainsi que de la fin du Moyen Empire. Deux grandes tombes en particulier, S9 et S10, sont aujourd'hui considérées comme appartenant aux frères rois de Sahathor, Khâsekhemrê Neferhotep Ier et Khâneferrê Sobekhotep. En effet, les preuves recueillies dans les tombes voisines révèlent qu'un roi Sobekhotep a été enterré dans S10, qui doit être Khâneferrê Sobekhotep étant donné la taille de la tombe, sa datation générale et son emplacement à Abydos. Par extension, S9 est susceptible d'appartenir à Khâsekhemrê Neferhotep Ier,.
Ces attributions sont cruciales pour localiser la tombe de Sahathor, car Wegner a en effet trouvé une sépulture royale inachevée au nord-est immédiat de S10, à l'est de S9. Selon lui, sa position suggère très fortement qu'elle était destinée à l'héritier choisi de Khâsekhemrê Neferhotep, Sahathor. La sépulture semble avoir été abandonnée à la mort de son propriétaire, son sarcophage massif en granit ayant été réutilisé plus tard, pendant la chaotique deuxième partie de la Deuxième Période intermédiaire.